# 2289 McMillan
2289 McMillan је астероид главног астероидног појаса са средњом удаљеношћу од Сунца која износи 2,634 астрономских јединица (АЈ).
Апсолутна магнитуда астероида је 13,6.